# 海北友徳
海北 友徳（かいほう ゆうとく、宝暦13年（1763年） - 弘化4年3月8日（1847年4月22日）は、江戸時代中期から後期にかけての絵師。海北友松から続く海北派の7代目。名は照道、友徳は号、通称は斎之祐（助）はじめは斎宮亮。

## 略歴
京都出身。海北派6代目海北友三の子。新日枝神社蔵の「絵師書上」によると土佐光貞の弟子。住所は西陣。寛政度の京都御所造営に伴う障壁画制作に参加した。現在では余り知られていないが、『平安人物志』文政13年（1830年）版、天保9年（1838年）版にも掲載されるなど、当時は絵師として十分認知された存在だった。また、春日局に由来する稲葉家との繋がりも保持していたらしく、淀藩から毎年米10俵が支給され、時の藩主・稲葉正諶に扇などを献上している。墓所は上京区の十念寺。
現存する作品は絵馬が多い。息子の海北友樵が跡を継いだ。弟子には一時養子だったこともある堀江友聲がいる。

## 作品
| 作品名         | 技法         | 形状・員数 | 寸法（縦x横cm） | 所有者                     | 年代               | 落款           | 印章             | 備考 |
| -------------- | ------------ | ---------- | --------------- | -------------------------- | ------------------ | -------------- | ---------------- | ---- |
| 謡曲白楽天図   |              | 1面        |                 | 今宮神社 (京都市)          | 1797年（寛政9年）  | 海北斎宮亮     |                  |      |
| 神功皇后図絵馬 | 板地金地著色 | 1面        | 145x270         | 今宮神社 (京都市)          | 1798年（寛政10年） | 海北友徳斎謹圖 | 「照道」朱文方印 |      |
| 三十六歌仙扁額 |              |            |                 | 平野神社                   | 1818年（文政元年） |                |                  |      |
| 烏天狗騎猪図   | 絹本著色     | 1幅        | 43.8x54.9       | 西林寺（京都）             | 19世紀             | 友徳           | 「海北」朱文     |      |
| 西王母・鷹図   |              | 衝立1基    |                 | 浄福寺                     |                    |                |                  |      |
| 猿曳図         |              | 衝立1基    |                 | 寿聖院                     |                    |                |                  |      |
| 架鷹図         |              | 1幅        |                 | 個人（京都国立博物館寄託） |                    |                |                  |      |
| 蓬萊山図       | 絹本墨画淡彩 | 1幅        | 120.1x40.5      | 個人                       |                    | 海北友徳圖     | 印2顆            |      |

## 参考資料
- 京都文化博物館学芸第一課編集 『京都文化博物館開館10周年記念特別展 京（みやこ）の絵師は百花繚乱 「平安人物志」にみる江戸時代の京都画壇』 京都文化博物館、1998年10月2日、pp.147,273
- 小松百華 「海北家伝来海北派絵画関係資料試論―京都御所造営を中心に―」『芸術学』第21号、三田芸術学会、2017年3月
- 河合正朝 「覚書と海北友徳」『河合正朝絵画史論集』上巻、中央公論美術出版、2019年1月、pp.428-435、ISBN 978-4-8055-0867-1
- 小松百華「海北家所蔵「覚書」にみる海北派絵師の動向（PDF）」『神奈川県立博物館研究報告 —人文科学— 第46号』 2019年10月23日、pp.61-72